# ConEmu
ConEmu (скорочення від Console Emulator) — це емулятор терміналу для операційної системи Windows, дозволяє працювати з декількома вкладками. ConEmu — простий, настроюваний графічний інтерфейс (GUI) з можливістю підтримки множинних консольних вікон (на основі вкладок) і рядком стану.
Спочатку програма створювалася як помічник відомому файловому менеджеру Far Manager, що пояснює деяку схожість графічних інтерфейсів обидвох програм (ескізи і плитки, перетягування між вікнами, настроюваний колір фону і підтримка так званого «реального» кольору). На сьогоднішній день ConEmu може використовуватися з будь-яким іншим консольним додатком Win32 і інструментами з простим графічним інтерфейсом (наприклад, notepad або PuTTy)

## Функціональні можливості
- Підтримка множинних вікон для консольних додатків на основі вкладок
- Змінюваний розмір вікон у вертикальному і горизонтальному напрямі[8]
- Створення нової консолі в 1 клік
- Запуск простих графічних додатків у нових вкладках
- Можливість закріплювати і відкріплювати консольне вікно
- Настроювана колірна палітра
- Настроюване фонове зображення і прозорість
- Рядкове або блочне виділення тексту (замість колонкового виділення стандартної консолі Windows)
- Інтеграція з FAR Manager
- Настроювані користувачем вкладки відкриваються при старті програми
- Настроюваний таскбар (панель завдань, прогрес, список для швидкого переходу)
- Інтеграція з DosBox. Можливість запускати старі DOS-програми (ігри) в Windows 7
- Запуск вибраних панелей від імені адміністратора
- Ескізи і плитки в Far Manager
- Повноекранний режим роботи
- Використання 24-бітної кольорової схеми в Far Manager 3.x[9]
- Можливість перетягування файлів і папок в Far Manager
- Деталізована панель завдань (статус-бар)
- Підтримка китайської мови[10]
- Зміна розміру шрифту комбінацією ctrl+mouse-wheel

## Конфігурація
Величезна кількість настроюваних опцій і комбінацій гарячих клавіш.
ConEmu не являє собою ніякої оболонки, замість цього він дозволяє використовувати будь-яку іншу.